# Xu Yue
Xu Yue (Donglai, en la actual provincia de Shandong, China, 160 - 227) fue un matemático chino del siglo II. Poco se sabe de su vida, excepto que fue alumno de Liu Hong, un astrónomo y matemático de la China del siglo II, y tuvo frecuentes discusiones con el Astrónomo Real de la Oficina Astronómica.

## Trabajos
Xu Yue escribió un comentario sobre Los nueve capítulos sobre arte matemático y un tratado, Notas sobre las tradiciones de los métodos aritméticos. El comentario se ha perdido, pero su propio trabajo ha sobrevivido con un comentario de Zhen Luan.
Notas sobre las tradiciones de los métodos aritméticos menciona 14 métodos antiguos de cálculo. Este libro fue un texto matemático prescrito para los exámenes imperiales en 656 y se convirtió en uno de los Diez Clásicos de las Matemáticas (算经十书) en 1084.